# Saison 2016 de l'équipe cycliste EFC-Etixx
La saison 2016 de l'équipe cycliste EFC-Etixx est la septième de cette équipe.

## Préparation de la saison 2016

### Arrivées et départs
| Arrivées             | Équipe 2015                  |
| -------------------- | ---------------------------- |
| Cedric Beullens      | Balen BC                     |
| Michael Cools        | BCV Works-Soenens            |
| Jorden De Haes       | Davo Tongeren                |
| Cédric Defreyne      | BCV Works-Soenens            |
| Nico Houtteman       | Tieltse Rennersclub          |
| Célestin Leyman      | APT-Spie-Douterloigne        |
| Guillaume Seye       | VL Technics-Experza-Abutriek |
| Bjarne Vanacker      | Zannata-Lotto Menen          |
| Gauthier Vandevyvere | Spider King Ieper            |

| Départs         | Équipe 2016                 |
| --------------- | --------------------------- |
| Aimé De Gendt   | Topsport Vlaanderen-Baloise |
| Maxime Farazijn | Topsport Vlaanderen-Baloise |
| Gilles Loncin   | retraite                    |
| Miel Pyfferoen  | Tops Antiek-Atom 6          |

## Coureurs et encadrement technique

### Effectif
| Cycliste             | Date de naissance | Nationalité | Équipe 2015                  |  |
| -------------------- | ----------------- | ----------- | ---------------------------- |  |
| Piet Allegaert       | 20 janvier 1995   | Belgique    | EFC-Etixx                    |  |
| Cedric Beullens      | 27 janvier 1997   | Belgique    | Balen BC                     |  |
| Michael Cools        | 12 septembre 1994 | Belgique    | BCV Works-Soenens            |  |
| Jorden De Haes       | 9 janvier 1997    | Belgique    | Davo Tongeren                |  |
| Maxime De Poorter    | 21 avril 1996     | Belgique    | EFC-Etixx                    |  |
| Lindsay De Vylder    | 30 mai 1995       | Belgique    | EFC-Etixx                    |  |
| Benjamin Declercq    | 4 février 1994    | Belgique    | EFC-Etixx                    |  |
| Cédric Defreyne      | 26 octobre 1995   | Belgique    | BCV Works-Soenens            |  |
| Dennis Delmotte      | 30 janvier 1996   | Belgique    | EFC-Etixx                    |  |
| Nico Houtteman       | 9 janvier 1997    | Belgique    | Tieltse Rennersclub          |  |
| Célestin Leyman      | 29 mars 1997      | Belgique    | APT-Spie-Douterloigne        |  |
| Gill Meheus          | 14 août 1995      | Belgique    | EFC-Etixx                    |  |
| Christophe Noppe     | 29 novembre 1994  | Belgique    | EFC-Etixx                    |  |
| Jacob Relaes         | 18 mai 1996       | Belgique    | EFC-Etixx                    |  |
| Guillaume Seye       | 28 novembre 1996  | Belgique    | VL Technics-Experza-Abutriek |  |
| Bjarne Vanacker      | 30 mai 1997       | Belgique    | Zannata-Lotto Menen          |  |
| Gauthier Vandevyvere | 25 juin 1997      | Belgique    | Spider King Ieper            |  |
| Matthias Vandewalle  | 18 août 1994      | Belgique    | EFC-Etixx                    |  |
| Herman Vanhoucke     | 5 septembre 1996  | Belgique    | EFC-Etixx                    |  |
| Jordi Warlop         | 4 juin 1996       | Belgique    | EFC-Etixx                    |  |

Portraits
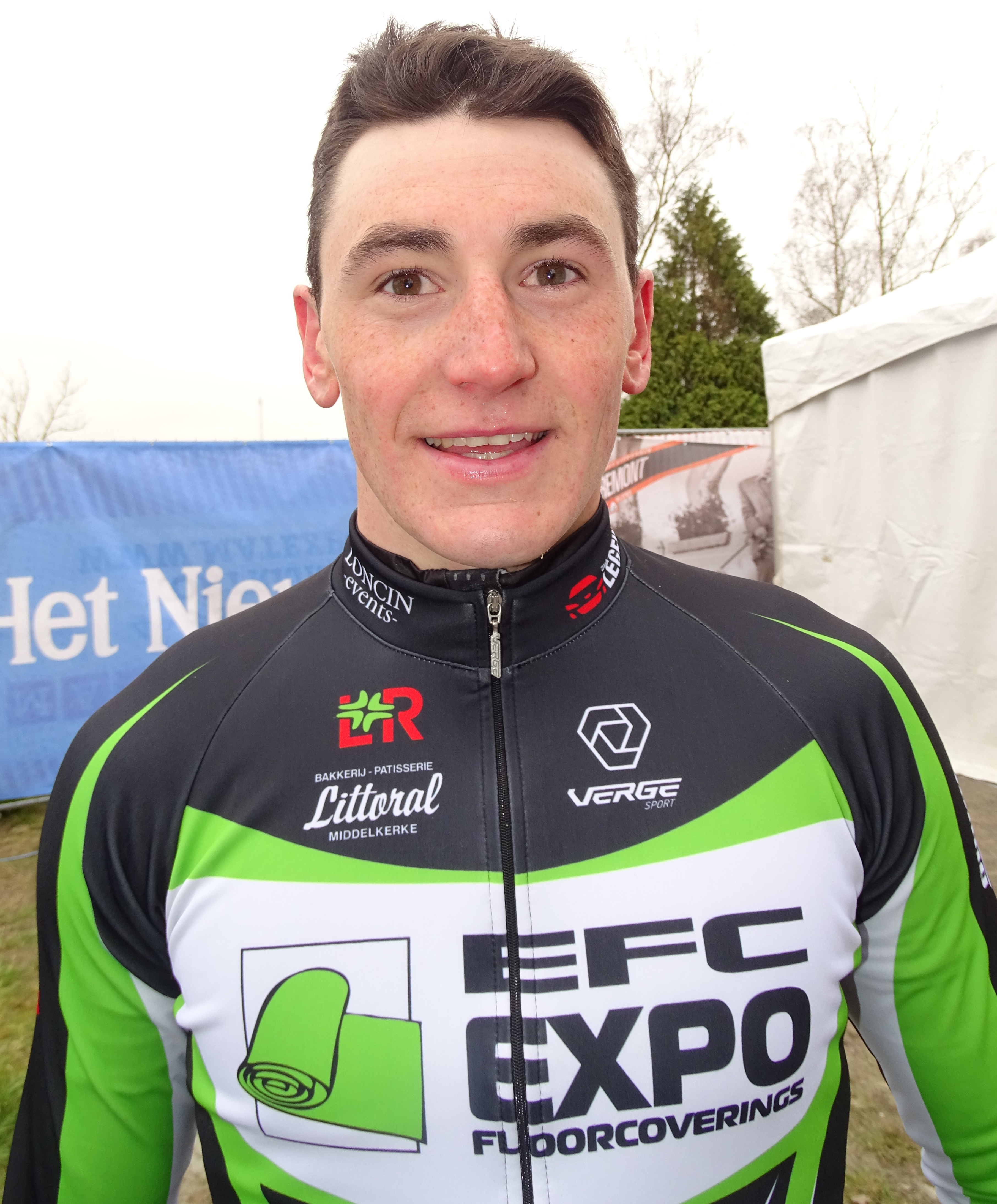
Christophe Noppe.

## Bilan de la saison

### Victoires
| Date | Course | Pays | Classe | Vainqueur |
| ---- | ------ | ---- | ------ | --------- |